# 정은혜 (미술가)
정은혜(한국 한자: 鄭恩惠, 1990년 11월 18일 ~ )는 대한민국의 작가이고 미술가이자 미술기관단체인이다. 발달장애와 다운 증후군을 가진 '장애인 화가'다. 성인 여자의 평균에 비해 심하게 작은 키와 고도비만의 신체조건이 다운증후군의 대표적인 특징이다.

## 분야
- 입체
- 퍼포먼스
- 회화

## 드라마
- 2022년 tvN 토일 드라마 우리들의 블루스 - 이영희 역 - 영옥의 쌍둥이 자매, 다운증후군

## 영화
- 2005년 언니가.. 이해하셔야 돼요 - 은혜 역
- 2006년 다섯 개의 시선 - 은혜 역
- 2022년 니얼굴 - 본인 역

## 경력
- 2020 서울문화제단잠실창작스튜디오 입주작가
- 2019 서울문화제단잠실창작스튜디오 입주작가
- 2019 한국예술인복지재단 작가

## 학력
- 호산나대학 서비스학과 (졸업)

## 도서
- 2016년 네 마음을 말해봐(발달장애인과 함께하는 컬러링북)

## 개인전
- 2019 초대전 ‘니얼굴의 은혜씨’, 서울 종로구 자하문로 7길 5, 1층 서촌 겔러리B
- 2017 천명의 얼굴전, 양평군 서종면 소재 문호리 리버마켓 야외전시장 단체전
- 2019 4~5 양평폐공장전시 spring 정은혜외 8인, 양평소재 50년된 방직공장에서의 대안전시
- 2019 pLAS 2019 4th 조형아트서울, 무역센터 COEX 1층 B1, B2 Hall
- 2019 장애-비장애가 공존하는 문화예술포럼 / <같이 잇는 가치> 그림으로 마음을 움직이는 아티스트 3인전, DDP CREA
- 2019 2019 Seoul Modern Art Show, 양재동 AT센터
- 2019 굿모닝스튜디오 10기 입주작가 기획전 ‘무무‘, 플랫폼엘컨템포러리아트센터
- 2018 ~ 2019 <어떤 감각: 우리가 바라는 미술관> 시선을 포개다, 국립현대미술관서울관
- 2018 정은혜외 1인 ‘꿀잼전’, 양평군 소재 HAZE043
- 2018‘방앗간 옆 미술관＇정은혜외 12인, 양평군 소재 옥천면 희망방앗간
- 2017 발달장애인 예술가와 함께하는 문화여행 ‘천명의 얼굴 전’, 세종특별자치시교육청
- 2017 공공예술프로젝트 ‘달리는 미술관’, 서울지하철 우이신설